# ShYbeast
shYbeast（シャイビースト）は、アメリカ合衆国、ミシガン州出身のエレクトロニコアバンド、アイ・シー・スターズのボーカル、デビン・オリバーのソロプロジェクト名、または自身の活動名である。
音楽ジャンルはアイ・シー・スターズで分類されるエレクトロニコア、ポスト・ハードコアとは打って変わり、エレクトロニック・ダンス・ミュージックに指定される。自身をアイ・シー・スターズから誕生した「ニュースクリーマー」として紹介し、今まで担当していたハイトーンボイスに加えてメタルにおけるデスヴォイスも歌唱領域であることを改めてアピールした。